# Megachile gastracantha
Megachile gastracantha är en biart som beskrevs av Cockerell 1931. Megachile gastracantha ingår i släktet tapetserarbin, och familjen buksamlarbin. Inga underarter finns listade i Catalogue of Life.